# Calathea monophylla
Calathea monophylla là một loài thực vật có hoa trong họ Marantaceae. Loài này được (Vell.) Körn. mô tả khoa học đầu tiên năm 1862.